# Aláqueme II
Aláqueme II, Haquino II ou Haquim II (em árabe: الحكم الثاني ابن عبد الرحمن; romaniz.: al-Ḥakam II ibn ʿAbd al-Raḥmān III) foi o segundo califa de Córdova, parte da Espanha islâmica, e filho de Abderramão III (Nácer). Ele reinou entre 961 e 976

## Início do reinado
Aláqueme II ascendeu ao califado após a morte de seu pai em 961. Assegurou a paz com os reinos cristãos do norte da Ibéria e aproveitou-se deste período de estabilidade para desenvolver a agricultura através de construção de extensas obras de irrigação. O desenvolvimento econômico também foi encorajado pelo alargamento das ruas e a construção de mercados.

## Patrocínio ao conhecimento
O próprio Aláqueme era versado em diversas ciências diferentes. Ele mandava comprar livros em Damasco, Bagdá, Constantinopla, Cairo, Meca, Medina, Cufa e Baçorá. Seu estatuto como patrono do conhecimento trouxe-lhe fama por todo o mundo islâmico, a ponto de haver livros publicados na região do Iraque, sob controle dos inimigos abássidas, dedicados a ele. Durante o seu reinado, um esforço massivo de tradução foi realizado e muitas obras foram traduzidas do latim e do grego para o árabe. Formou também comitês gerais entre muçulmanos árabes e cristãos moçárabes para realizar essa enorme tarefa.
Sua biblioteca pessoal era gigantesca. Alguns relatos falam em 600 000 livros. O catálogo da biblioteca por si só tinha 44 volumes. De especial importância para Aláqueme era o tema da História e ele mesmo escreveu uma obra sobre a história de Alandalus. Após a sua morte, Almançor mandou queimar todos os livros sobre "ciência antiga".
Na corte de Aláqueme, estava, ativo, o famoso médico, cientista e cirurgião Abulcasis.

## Obras

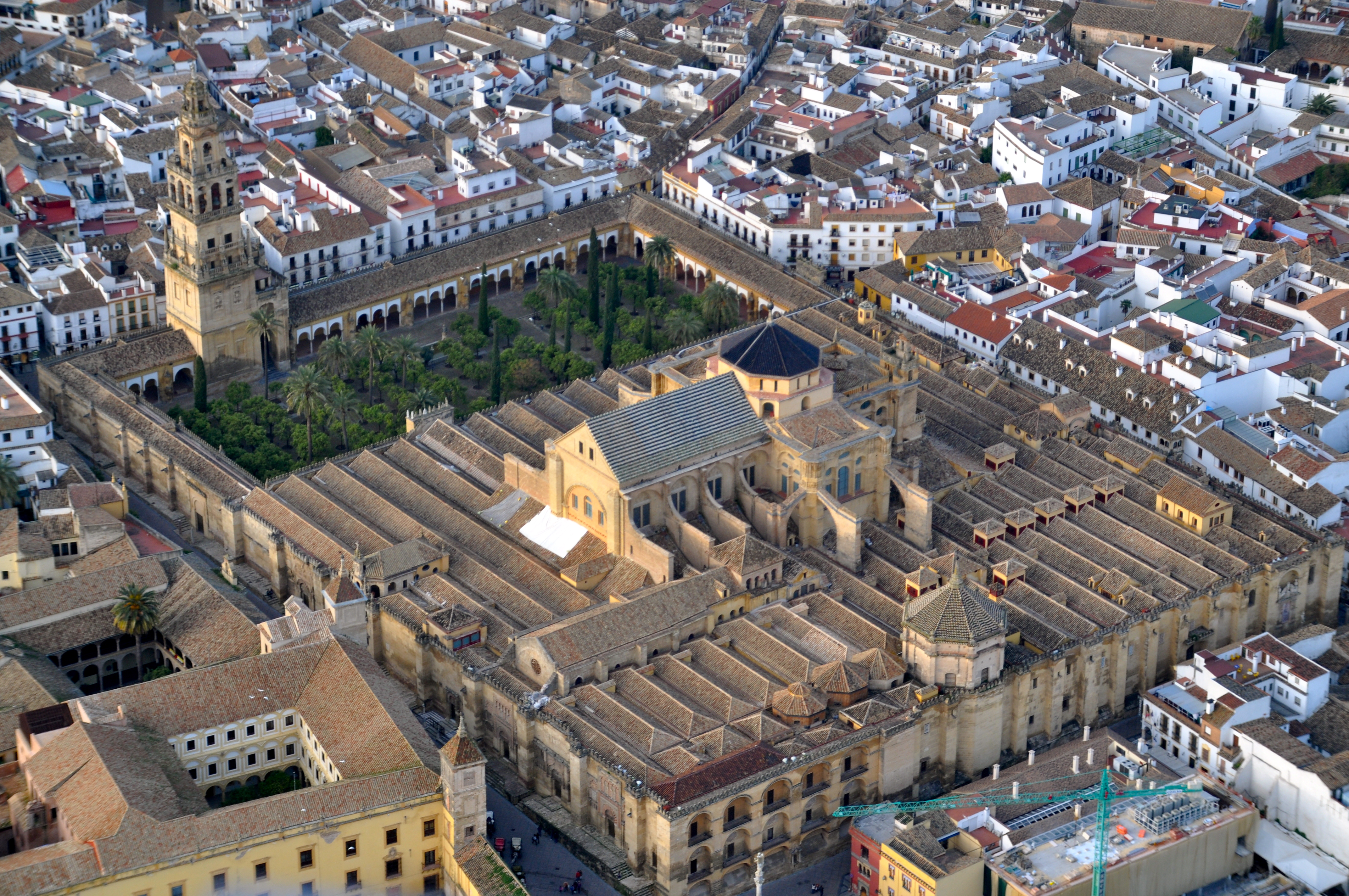
Mesquita de Córdova, expandida por Aláqueme II

Entre as construções realizadas no seu reinado, estão a expansão da Mesquita de Córdova, e a conclusão da residência real de Medina Azahara (976), iniciada por Abderramão III em 936.

## Conflitos no Norte da África
Enquanto a administração interna era deixada cada vez mais nas mãos do vizir berbere Almoxafi, o general Galibe ibne Abderramão gradualmente ganhava influência na corte como líder do exército. Ele estava preocupado primordialmente em repelir os últimos ataques dos normandos (966 e 971) e com a luta contra os zíridas e os fatímidas no norte de Marrocos. Estes últimos foram derrotados em Marrocos em 974 enquanto Aláqueme II conseguia manter a supremacia do califado sobre os reinos cristãos de Navarra, Castela e o Reino de Leão.

## Vida pessoal
Em sua juventude, suas paixões parecem ter sido inteiramente homossexuais. Ele ficou conhecido por manter um harém inteiramente composto por rapazes. Esta exclusividade era um problema, pois o impedia de produzir um herdeiro. Uma solução finalmente foi encontrada quando ele tomou para si uma concubina, Subh (Sobeya), que se vestia com roupas masculinas e recebeu o nome de Jafar.

## Morte e sucessão
Foi sucedido por seu filho, Hixame II Almoaide, que tinha onze anos na época, e que ficou sob a regência do hájibe (grão-vizir) Almançor.